# 鮑說
鲍說（1490年—？），字希傅，順天府大興縣民籍，直隸歙縣人，明朝政治人物。

## 生平
正德十四年（1519年）順天府鄉試第十二名舉人。正德十六年（1521年）中式辛巳科會試第二百九十二名，登第三甲第七十八名進士。授中書舍人，嘉靖四年（1525年）九月升尚寶司司丞。

## 家族
曾祖鲍汪師；祖父鲍連佳；父鲍通，曾任文思殿副使。嫡母倪氏；生母沈氏。慈侍下。兄鲍誠，順天府經歷。